# Sigurd Slembe

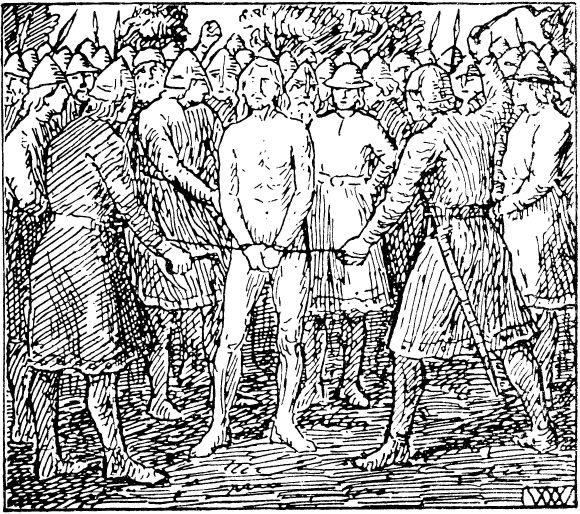
Sigurd Slembe wordt gevild voor zijn executie

Sigurd Slembe ('Sigurd de Luidruchtige'), bijnaam van Sigurd Magnusson, (ca. 1100 - 1139) was een Noors troonpretendent en tegenkoning (1135-1139).
Sigurd was een onbekend persoon toen hij in Noorwegen verscheen en daar beweerde dat hij een zoon was van de verdreven koning Magnus Barrevoets. Hij eiste dat zijn vermeende broer Harald Gille de macht met hem zou delen.
Sigurd Slembe riep zichzelf in 1135 uit tot koning. Hij nam het initiatief om koning Harald Gille te vermoorden en dit vond dan ook op 14 december 1136 plaats. Sigurd liet na de moord de door Harald Gille verminkte en naar een klooster verbannen Magnus de Blinde uit gevangenschap halen en plaatste hem weer op de troon. Dit deed hij waarschijnlijk om zijn eigen positie als tegenkoning te verstevigen. Omdat Magnus niet erg geschikt was om te regeren, eiste Sigurd de macht op uit naam van Magnus.
In de slag bij Holmengrå (Hvaler) op 12 november 1139 werden Sigurd en Magnus door medestanders van de koningen Inge Kromrug en Sigurd Munn verslagen. Magnus werd gedood. Sigurd werd gevangengenomen en later geëxecuteerd.
Sigurd Slembe is tevens de naam van een historisch toneeldrama dat in 1863 geschreven werd door Bjørnstjerne Bjørnson.